# Sergio IV de Nápoles

Italia en la época de Sergio IV.

Sergio IV (fallecido después de 1036) fue Duque de Nápoles entre 1002 y 1036. Favoreció de forma significativa el auge del poder normando en el Mezzogiorno durante la primera mitad del siglo XI. Nominalmente era vasallo de Bizancio, al igual que su padre Juan IV de Nápoles.

## Biografía
En 1024 se sometió a Pilgrim, obispo de Colonia cuando este estaba sitiando Capua en representación del emperador Enrique II, aunque su ducado no estaba amenazado. Esto no fue del agrado del príncipe Pandulfo IV de Capua, conocido como el Lobo de los Abruzzos, que había sido derrotado por Pilgrim.
Pandulfo IV fue apresado por las fuerzas imperiales, y tras su liberación en 1026, atacó y conquistó su antigua capital, expulsando a Pandulfo V, conde de Teano y que había sido puesto en su lugar. Basilio Boioanes, Catapán de Italia negoció las condiciones de rendición y consiguió un salvoconducto para Pandulfo V, que fue acogido en Nápoles por Sergio IV. Cuando, al año siguiente, Boianes fue llamado a Bizancio, Pandulfo atacó y conquistó Nápoles. Pandulfo V huyó a Roma y Sergio tuvo que esconderse.
Sin embargo, las tornas cambiaron cuando en 1029 Pandulfo IV fue abandonado por su aliado normando Ranulfo Drengot. Sergio y Juan IV de Gaeta enviaron embajadores al normando solicitando su ayuda para recuperar el dominio de Nápoles. Con la ayuda de Ranulfo, Pandulfo fue expulsado del trono y Sergio restaurado. A principios de 1030, Sergio otorgó a Ranulfo el condado de Aversa en calidad de feudo, la primera posesión normanda en la región. Sergio entregó también a su hermana al nuevo conde en matrimonio.

## Últimos años
En 1034, Pandulfo IV provocó una revuelta en Sorrento y lo anexionó a Capua. Ese mismo año, falleció la hermana de Sergio, y Ranulfo volvió al bando de Pandulfo. Sergio se retiró al monasterio del Salvador in insula maris, en el actual emplazamiento del Castillo del Huevo. Fue sucedido por su hijo, Juan V. Sergio actuó brevemente como regente durante el viaje de su hijo a Constantinopla en busca del apoyo bizantino. A su regreso, Sergio volvió al monasterio, donde sabemos que vivía en junio de 1036 y donde se sospecha falleció poco después.